# Yang Hui-jong
Yang Hui-jong (양희종?; Suwon, 11 maggio 1984) è un cestista sudcoreano.

## Carriera
Con la Corea del Sud ha disputato due edizioni dei Campionati mondiali (2014, 2019) e tre dei Campionati asiatici (2007, 2009, 2011).